# Король Кофетуа и нищенка (картина Райдера)
«Король Кофетуа и нищенка» — картина американского художника Альберта Пинкхема Райдера из собрания Смитсоновского музея американского искусства.
Картина иллюстрирует популярный в живописи XIX — начале XX века сюжет «Король и нищенка», который ведёт своё происхождение ещё от британских легенд времён позднего Средневековья: король встречает нищую девушку и влюбляется в неё с первого взгляда. В частности, эта легенда неоднократно упоминается Шекспиром, а полное развитие получила в балладе Альфреда Теннисона «Нищенка».
Картина написана в 1906 или 1907 году по заказу коллекционера Джона Геллатли (англ. John Gellatly, 1853—1931), который собирал картины современных ему американских художников. Райдер работал над картиной около пяти лет; задержка не нравилась Геллатли, но Райдер не поддавался давлению, указывая в письме в 1905 году: «Я понимаю вашу точку зрения: вы проявили терпение и заслуживаете благодарности. Хотя я могу со стороны выглядеть безразличным, это только кажется». В 1929 году Геллатли подарил свою коллекцию, включая и эту картину, Смитсоновскому музею американского искусства. Картина выставляется на втором этаже восточного крыла главного здания музея.
Американский искусствовед, сотрудник Метрополитен-музея Сара Фонс отмечала что картина написана в духе позднего романтизма-символизма и «именно в контексте этого субъективного, часто своеобразного и высоколитературного движения лучше всего понять творчество Райдера».